# Peones de Amaya
Peones de Amaya es una localidad española perteneciente al municipio burgalés de Sotresgudo, en la comunidad autónoma de Castilla y León. Se encuentra en la comarca de Odra-Pisuerga. Ha tenido la consideración de barrio de la localidad de Amaya. Actualmente el INE le da el código de localidad número 09373000600.

## Historia
Nace en la época de la primera repoblación tras el inicio de la reconquista, como lugar de residencia de los "peones" de los nobles que residían en Amaya. Aparece documentalmente citado en el siglo XIII.

## Patrimonio
Iglesia de la Asunción de Nuestra Señora Estilo gótico tardío. De una sola nave. Cabecera de planta irregular, poligonal. Torre, con gárgolas en la cornisa y escalera de caracol adosada. Pórtico de madera. Atrio. Portada renacentista.
Fuente abrevadero lavadero
Potro En piedra de mampostería y madera. Se usaba para herraje y cura de cascos de animales de labranza y tiro.
Oratorio Ermita de la Virgen del Pilar Construcción popular.

## Medio natural
La Meadina Es un paraje natural con agua surgiendo de la roca.

## Galería de imágenes

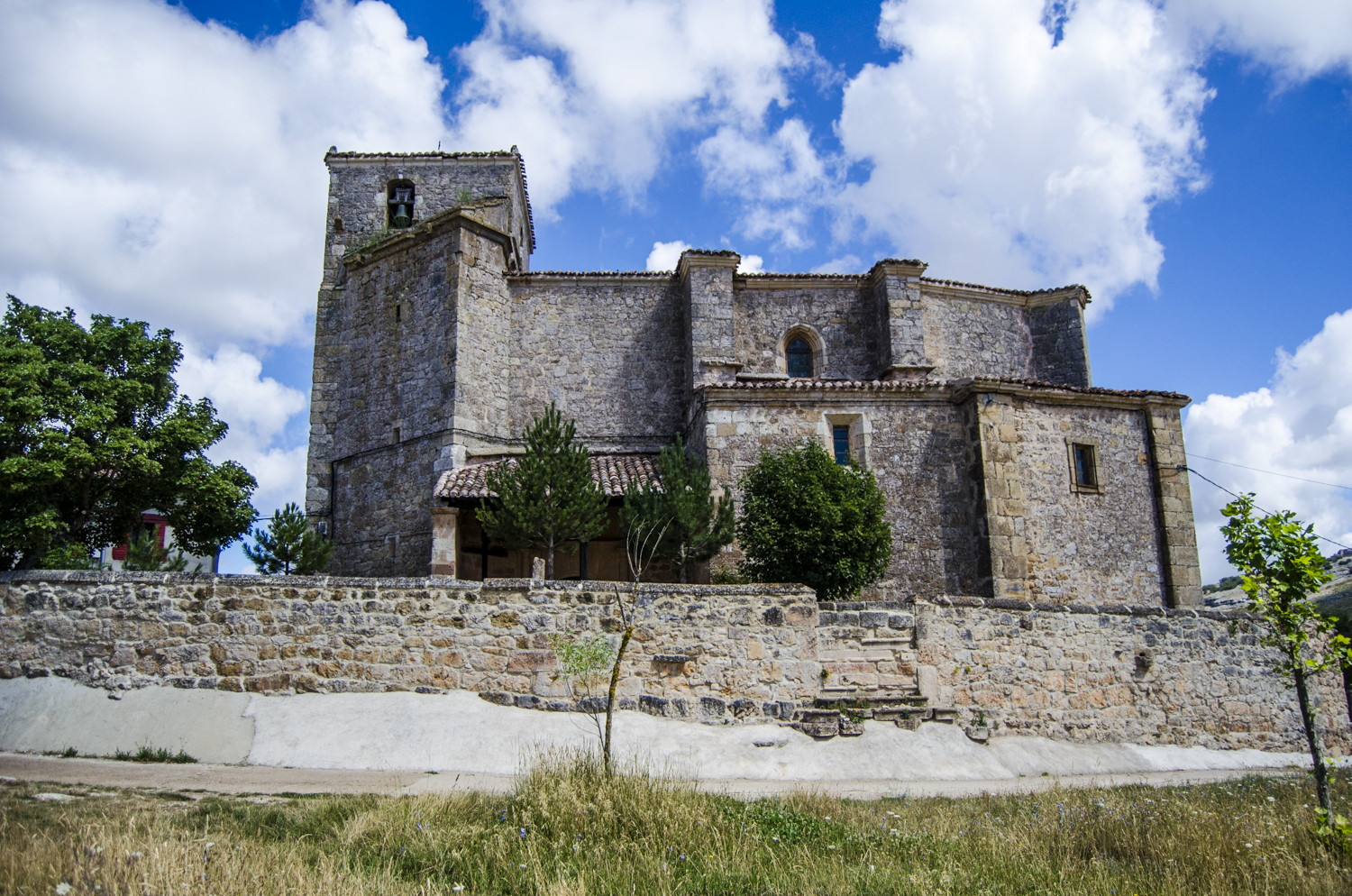
Iglesia de Nuestra Señora de la Asunción.
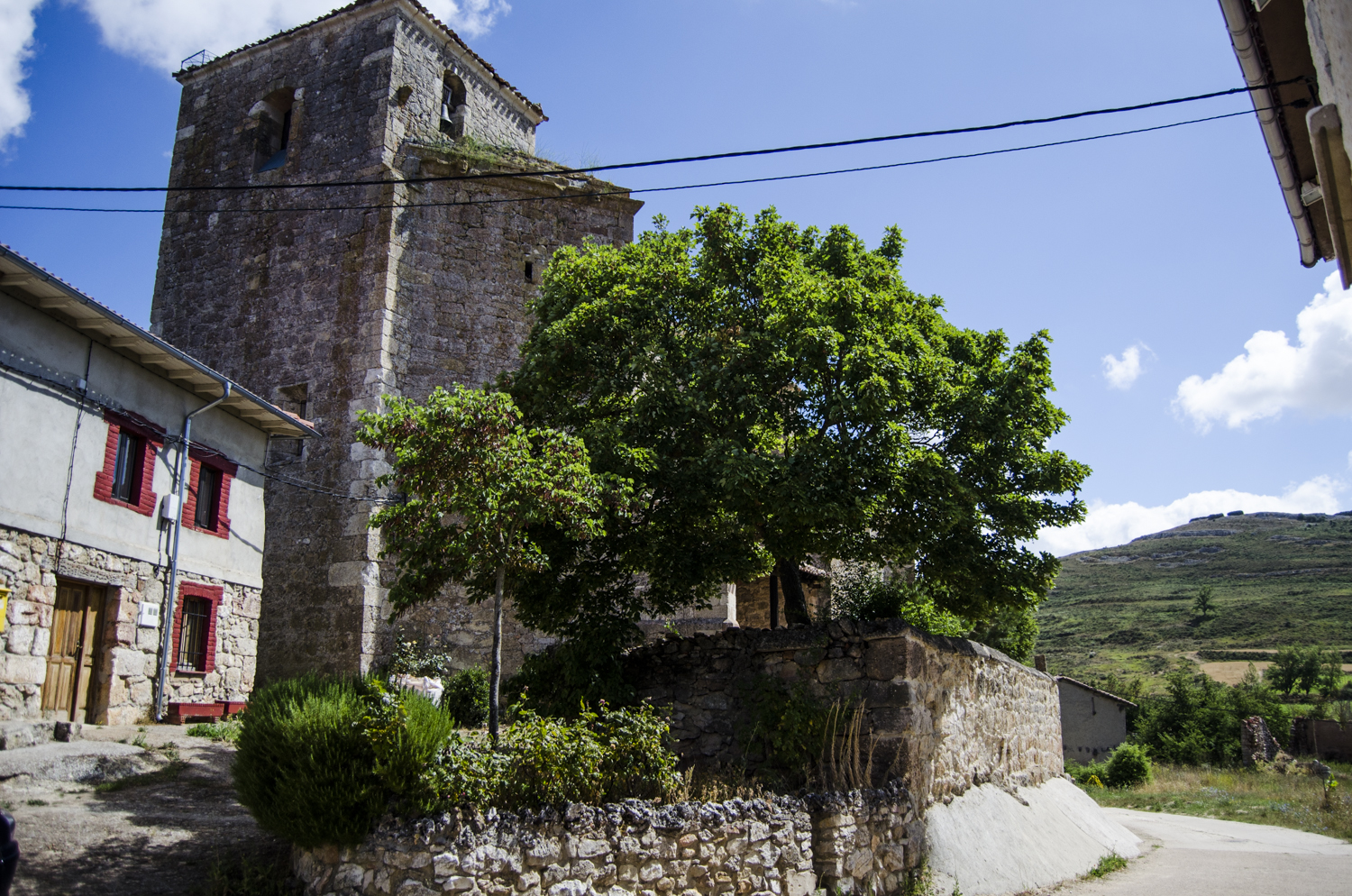
Iglesia. Sur y torre.
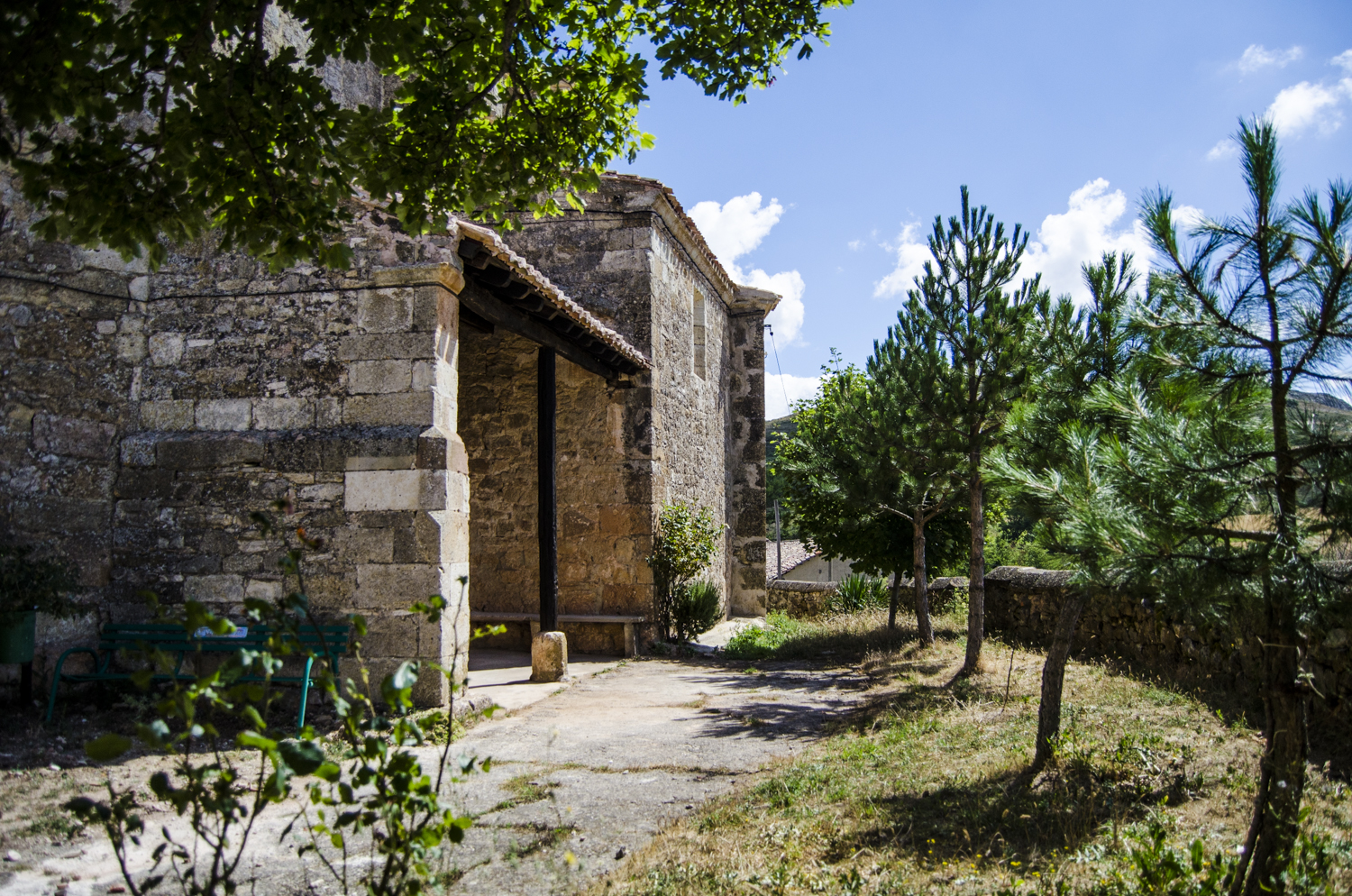
Pórtico.
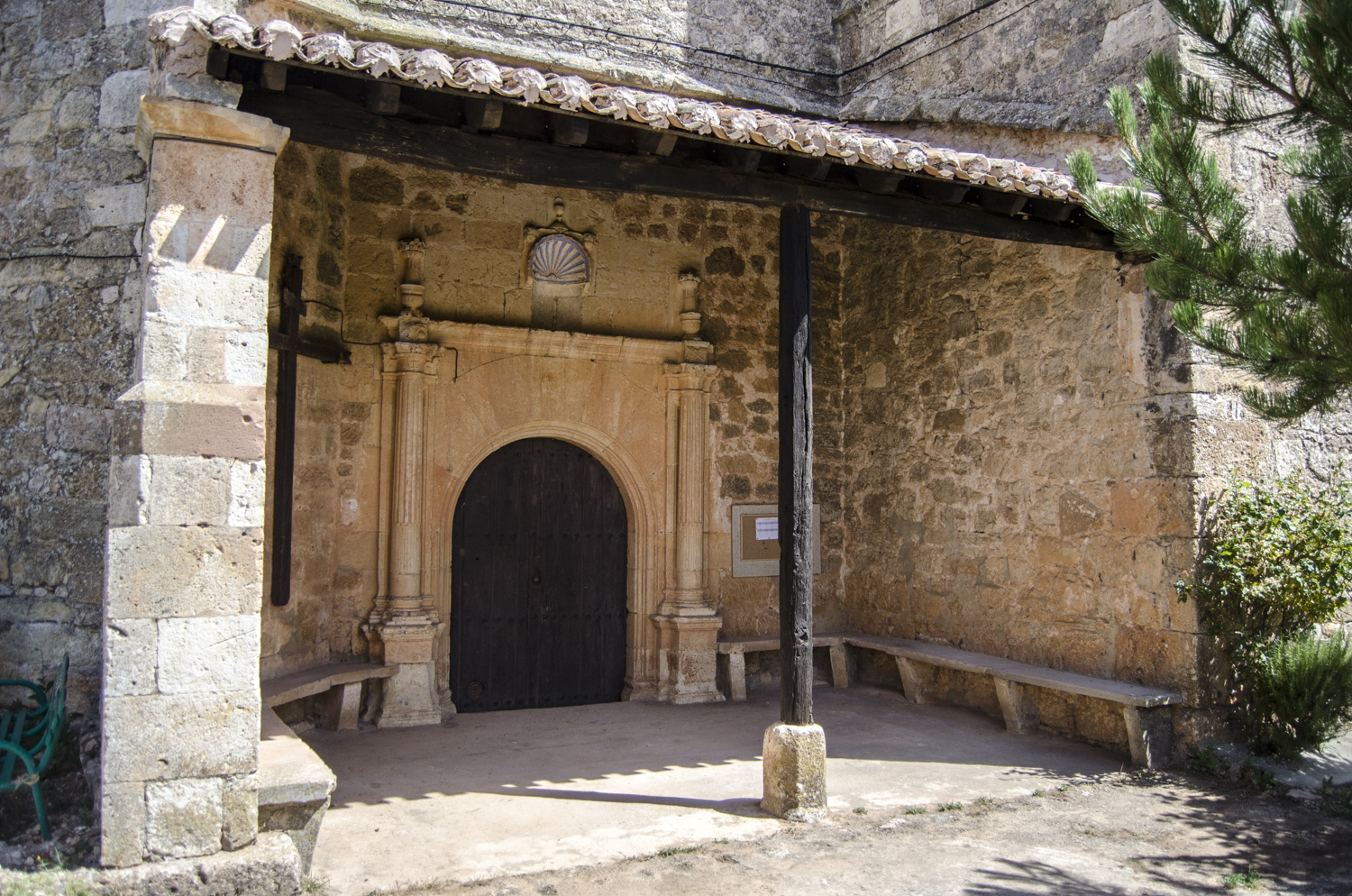
Pórtico con portada renacentista.
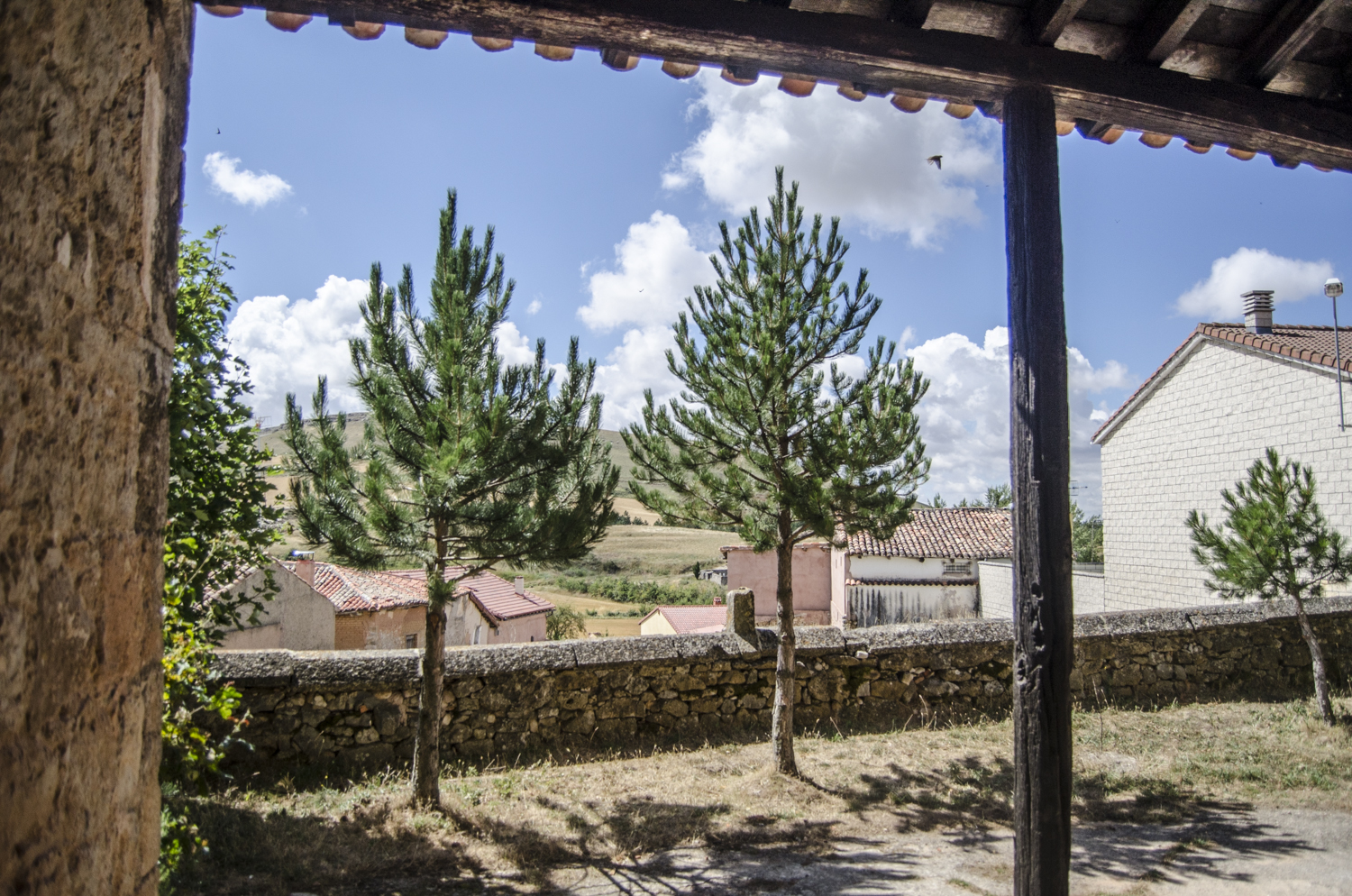
Vista sur desde el pórtico.
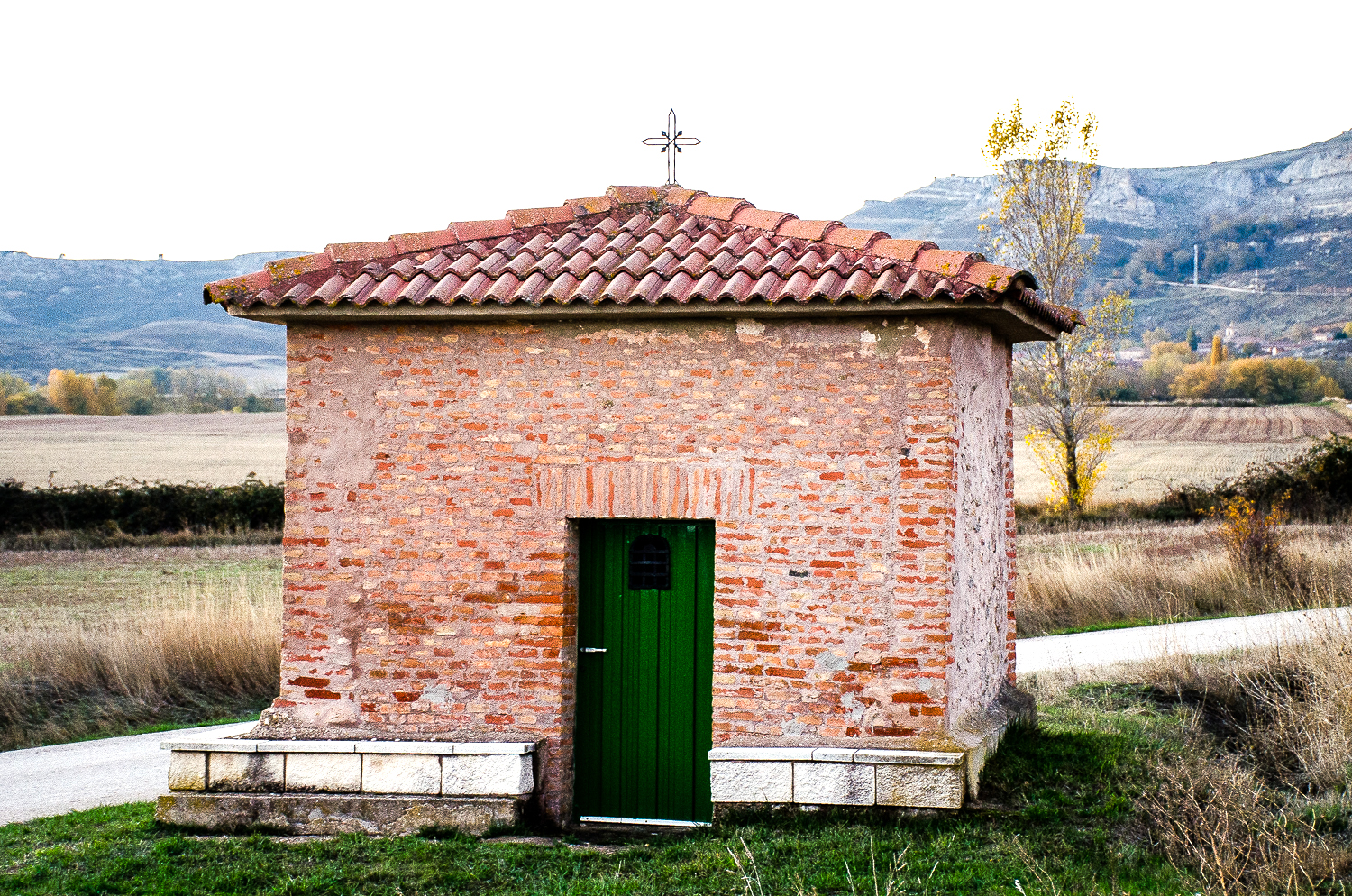
ratorio Ermita de la Virgen del Pilar.

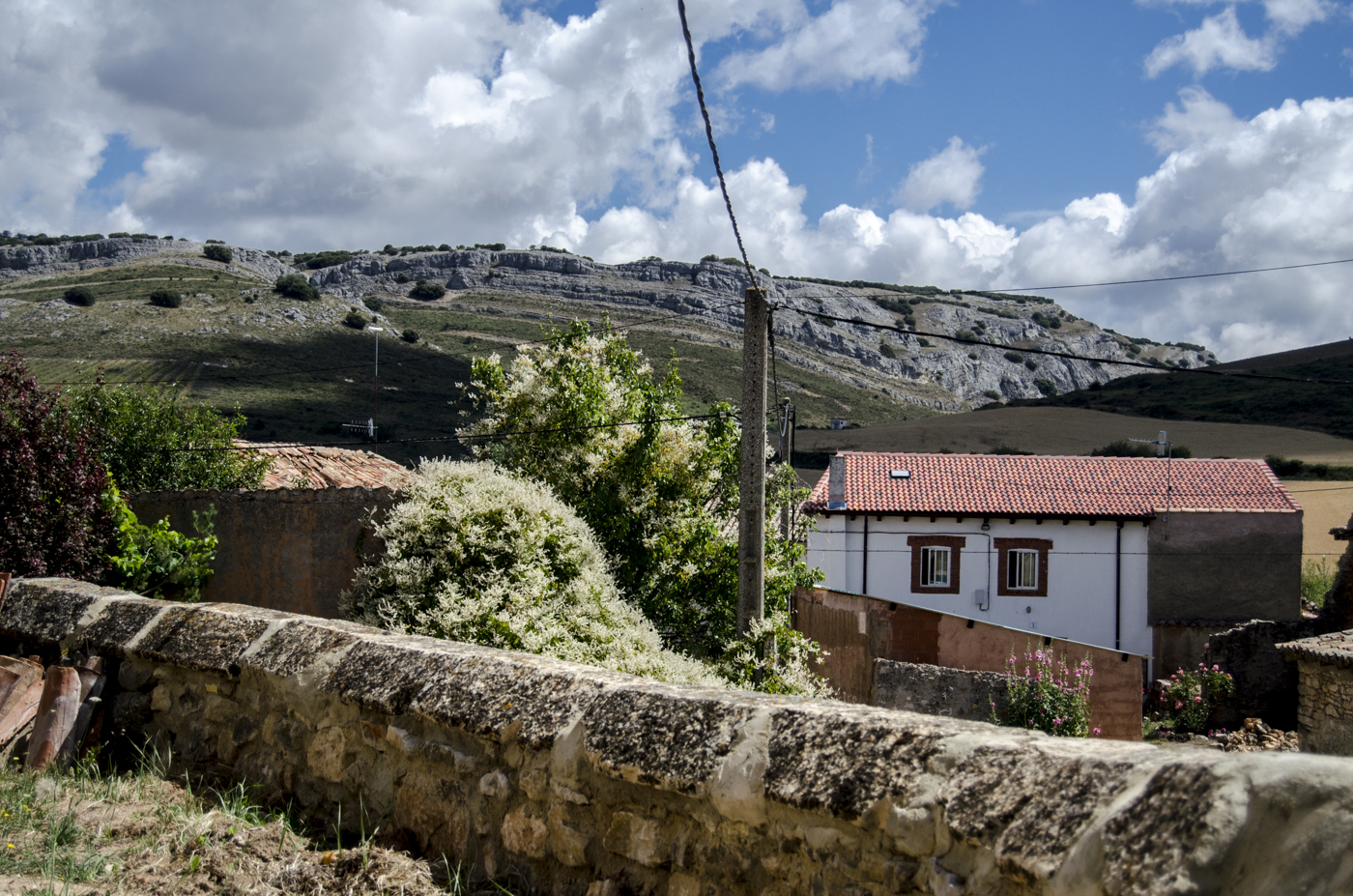
Vista de Peones desde el muro que rodea al atrio.